# Гросерлах
Гросерлах (нем. Großerlach) — община в Германии, в земле Баден-Вюртемберг. 
Подчиняется административному округу Штутгарт. Входит в состав района Ремс-Мур.  Население составляет 2488 человек (на 31 декабря 2010 года). Занимает площадь 27,14 км².